# Албазино
Алба́зино — село в Сковородинском районе Амурской области России, административный центр сельского поселения Албазинский сельсовет.
Первое русское поселение на Амуре (1651).

## География
Расположено на левом берегу Амура, на российско-китайской границе, к югу от районного центра, города Сковородино. Расстояние по автодороге (через посёлки Лесной, Среднерейновский и Таёжный, село Джалинда) — около 85 км.
Ближайшая станция Забайкальской железной дороги — Рейново (в селе Джалинда). На юг (вниз по Амуру) от села Албазино идёт дорога к селу Осежино.

## История

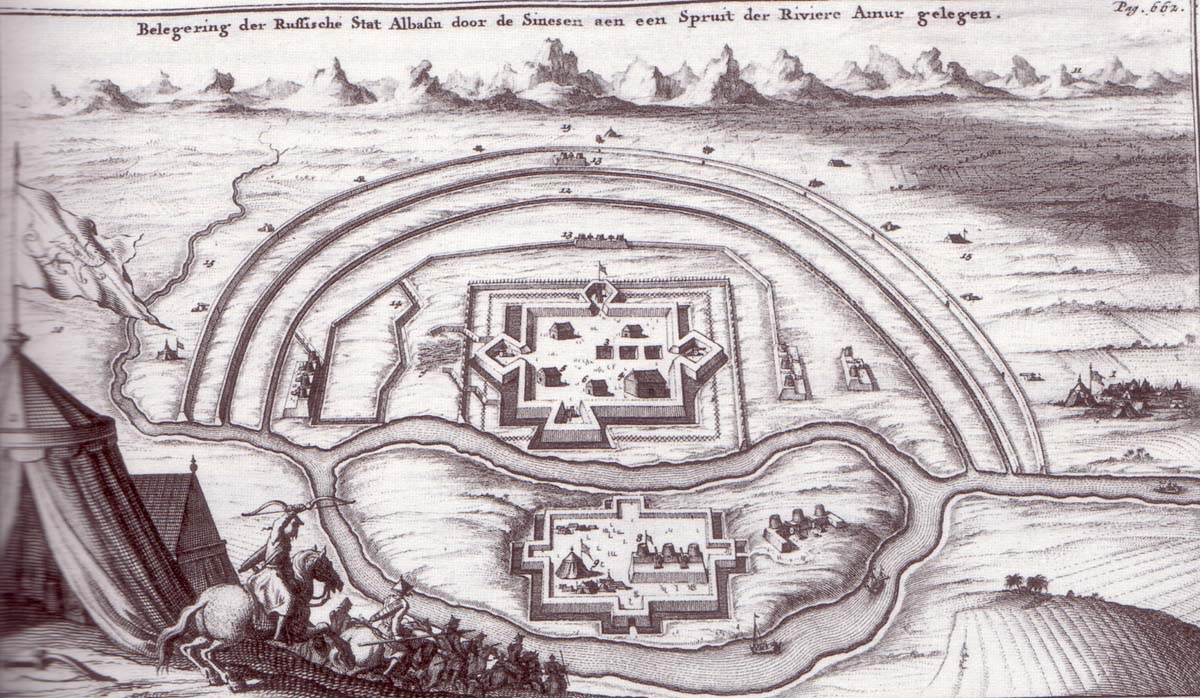
Цинские войска осаждают Албазин, 1686

В 1651 году отряд во главе с Ерофеем Хабаровым занял укреплённое селение даурского князя Албазы (кит. упр. 阿尔巴西, пиньинь Aerbaxi) — на Амуре недалеко от слияния рек Шилки и Аргуни, напротив устья реки Албазихи. После зимовки отряд ушёл, предав городок огню. После ухода отряда Хабарова селение запустело, пока в 1665 году здесь не обосновались русские казаки, промысловики и крестьяне во главе с Никифором Черниговским — бежавшие на Амур после восстания против илимского воеводы. Сибирская администрация формально не признавала их поселения, но албазинцы продолжали считать себя поданными России и отсылали в ближайшие остроги собранную на Амуре пушную дань. В 1672 году Черниговский и его люди были прощены, в Албазин был назначен правительственный представитель — приказчик. В 1682 году было образовано Албазинское воеводство, в которое вошло Приамурье по обоим берегам от слияния рек Шилки и Аргуни. Туда был послан воевода Алексей Толбузин. В 1678—1684 годах острогом управлял сын боярский Григорий Лоншаков.
В 1671 году иеромонах Киренского Свято-Троицкого монастыря Гермоген основал в Албазине небольшую Спасскую пустынь. Вместе с собой Гермоген привез икону Божьей Матери «Слово плоть бысть», называемую с тех пор Албазинской. Размеры монастыря были очень скромными; за недолгое время своего существования он просто не мог развиться в масштабный духовный центр. Спасская обитель сгорела во время первой осады маньчжурами Албазина.

### Оборона Албазина
В 1685 и 1686 годах Албазин испытал нападения цинских войск. По Нерчинскому договору 1689 года был покинут русскими.

### Новый Албазин
Во время нового заселения Приамурья в середине XIX века на месте Албазина была вновь основана казачья станица. На начало XX века в ней проживало уже около 600 жителей.

## Население

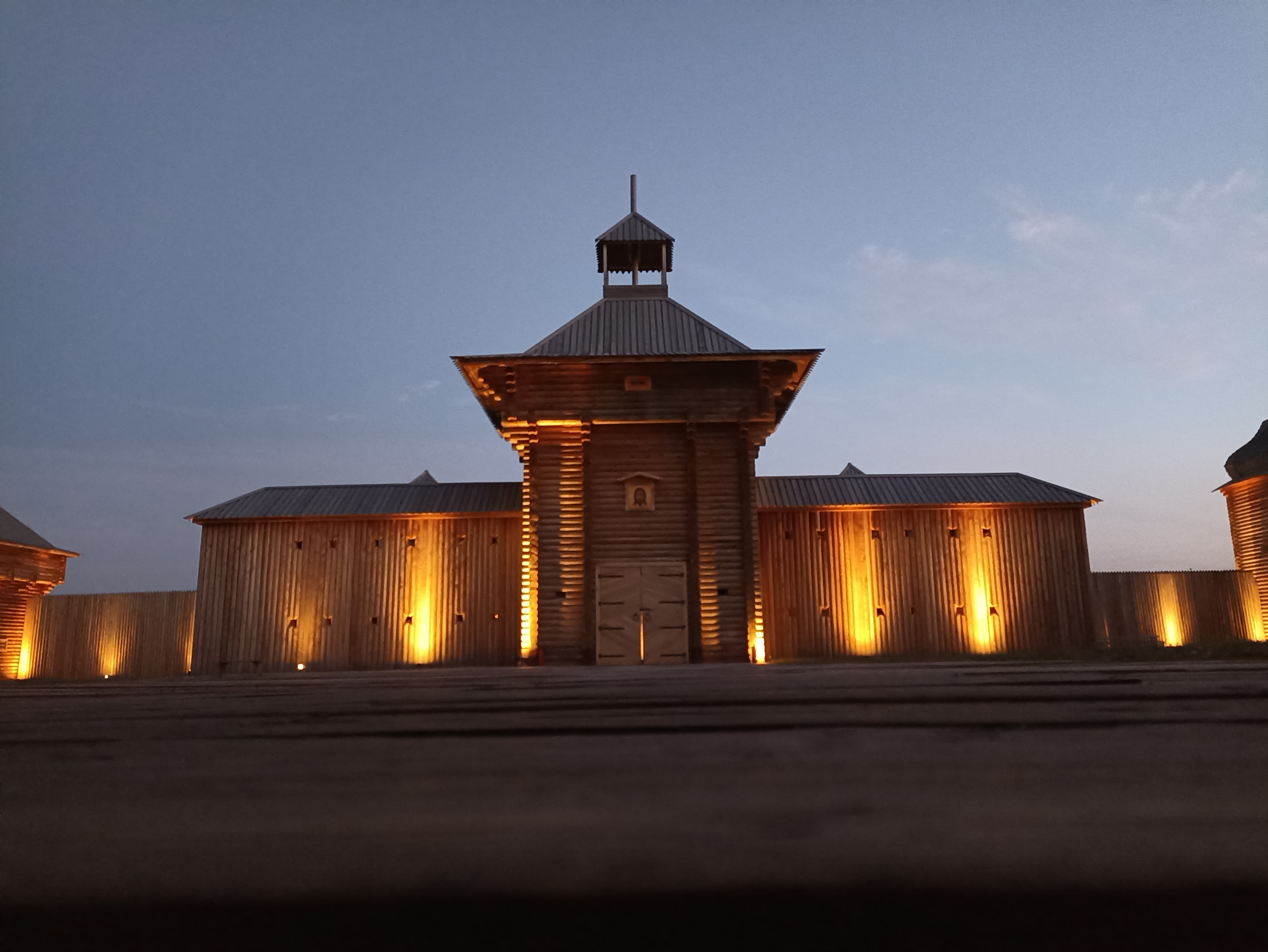
Реконструкция проезжей башни в МКЦ "Албазинский острог"

| 2002 | 2010 | 2012 | 2013 | 2014 | 2015 | 2016 |
| ---- | ---- | ---- | ---- | ---- | ---- | ---- |
| 482  | ↘403 | ↘390 | ↘388 | ↘377 | →377 | ↘368 |
| 2017 | 2018 |      |      |      |      |      |
| ↘362 | ↘357 |      |      |      |      |      |

## Инфраструктура
- Лесхоз
- Средняя общеобразовательная школа
- Пограничная зона

## Достопримечательности
Частично сохранился Албазинский острог XVII века, на месте которого в 2011 году возобновлены археологические исследования в рамках проекта «Албазинская экспедиция».